# 伊斯萊區

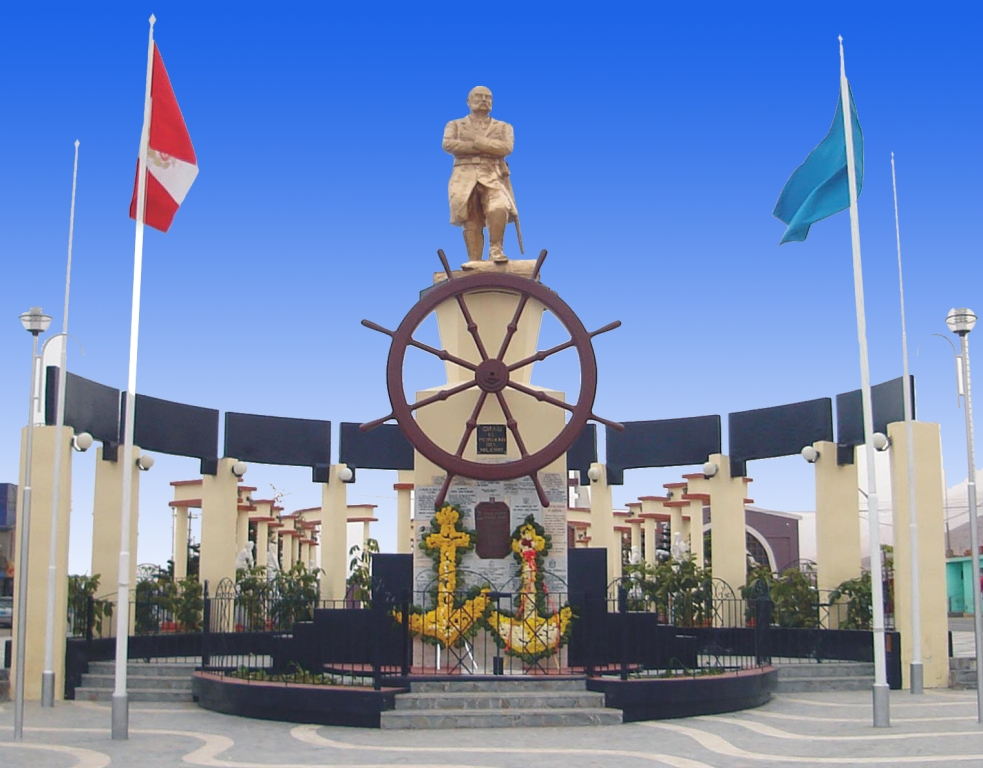

伊斯萊區（西班牙語：Distrito de Islay），是秘魯的一個區，位於該國南部阿雷基帕大區的伊斯萊省，始建於1857年1月2日，面積384.08平方公里，海拔高度100米，2005年人口3,926，人口密度每平方公里10人。